# Vorstendom Fulda
Het vorstendom Fulda was een staat die in 1803 ontstond door de secularisatie van het prinsbisdom Fulda.
In 1801 probeerde erfprins Willem Frederik (de latere koning Willem I) via zijn afgezant Maximiliaan d'Hangest Eerste Consul van de Nederlandse Republiek te worden in dienst van Napoleon. Omdat de tegemoetkoming op prijs werd gesteld, werd Willem uitgenodigd naar Parijs te komen, waar hij op 25 februari 1802 een bezoek bracht aan Napoleon. Voor de functie van Eerste Consul werd hij afgewezen. Daarnaast vroeg en kreeg hij Duits gebied ter compensatie van de verloren Nederlandse ambten en domeinen. Op 23 mei 1802 sloten Frankrijk en Pruisen een verdrag waarbij Fulda en een aantal andere gebieden (Corvey, Weingarten en Dortmund) aan de erfprins van Oranje werden toegezegd. Op 22 oktober bezetten Pruisische troepen het prinsbisdom om de belangen van Oranje veilig te stellen en op 6 december hield Willem Frederik zijn Blijde Inkomst in Fulda.
De Reichsdeputationshauptschluss van 25 februari 1803 legaliseerde de overname van de gebieden. Volgens paragraaf 12 kreeg de vorst van Nassau-Dillenburg als schadeloosstelling voor het verlies van het stadhouderschap en zijn domeinen in de Nederlanden een aantal gebieden, waaronder het bisdom Fulda. Fulda en de andere gebieden vormden samen het dynastieke vorstendom Nassau-Oranje-Fulda. Fulda had ongeveer 90.000 inwoners en de andere gebieden samen ruim 20.000 inwoners.
Eigenlijk vielen deze gebieden toe aan Willem V, maar vanwege de oude feodale rechtsregel dat kerkelijke goederen niet door wereldlijke overheden konden worden ingenomen weigerde hij ze aan te nemen. De vroegere stadhouder deed er dan ook meteen afstand van ten gunste van zijn zoon Willem Frederik. Willem Frederik liet zijn vader schriftelijk weten dat hij zich ontheven voelde van zijn Nederlandse verplichtingen.
Het gebied werd nog uitgebreid met het voormalige Keur-Keulse Volkmarsen, dat afgestaan werd door Hessen-Darmstadt. Willem Frederik toonde zich geen trouw aanhanger van Napoleon. In november 1804 verschenen hij en zijn vader in Mainz niet op de uitnodiging van Napoleon voor alle Duitse vorsten voor de vorming van de Rijnbond. Deze werd op 12 juli 1806 gevormd. In augustus 1806 verklaarde het tot dan toe neutraal gebleven Pruisen de oorlog aan Frankrijk. Dit werd de Vierde Coalitieoorlog. Willem Frederik koos partij voor zijn familie in Pruisen en liep over. Op 27 oktober 1806 werd het gebied door Franse troepen bezet, waardoor Willem Frederik zijn vorstendom vanwege de collaboratie met Pruisen verloor. Ter compensatie van dit verlies kreeg de erfprins een jaarlijkse som van 60.000 gulden uitgekeerd. De door de prins opgezette bestuurlijke organisatie werd voorlopig gehandhaafd en Fulda werd een zogenaamde gereserveerde provincie: een gebied dat door Frankrijk werd bestuurd zonder deel uit te maken van het Franse keizerrijk. De erfprins zelf was op 14 oktober 1806 krijgsgevangene geworden na de verloren Slag bij Auerstedt maar werd op zijn erewoord vrijgelaten. Na de verovering van Berlijn op 27 oktober 1806 keerde Willem Frederik terug naar Napoleon met een smeekbrief om de onteigening van het vorstendom terug te draaien. Deze werd op 7 november 1806 resoluut afgewezen. De erfprins schreef tot drie keer een smeekbrief, maar alle werden afgewezen.
Op 4 augustus 1807 werden de domeinen (onder andere Johannisberg) aan keizer Napoleon overgedragen. Volkmarsen werd bij het koninkrijk Westfalen gevoegd.
Op centraal niveau werd het bestuur op 15 juli 1809 gereorganiseerd. Op 19 mei 1810 ging het vorstendom deel uitmaken van het groothertogdom Frankfurt met uitzondering van het ambt Herbstein, dat bij Hessen-Darmstadt wordt gevoegd.
Na de nederlagen van de Franse troepen in 1812 en 1813 werd het groothertogdom Frankfurt door de geallieerden bezet en werd de Oostenrijkse generaal Philipp van Hessen-Homburg gouverneur-generaal van het groothertogdom. Er volgden op en na het Congres van Wenen langdurige onderhandelingen over de bestemming van het vorstendom. Oranje maakte geen aanspraak meer op zijn door Napoleon onteigende rechten op het vorstendom Fulda en was intussen weer in het bezit gekomen van zijn voormalige Nederlandse bezittingen, waar hij in 1802 afstand van had gedaan.
Op 21 december 1813 werd het centrale bestuur van het groothertogdom Frankfurt opgeheven en op 1 februari 1814 werd de oude wetgeving gerestaureerd. In juni 1815 kwam het noorden van het vorstendom Fulda onder voorlopig Pruisisch bestuur en het zuiden onder voorlopig Oostenrijks bestuur (de ambten Hammelburg, Brückenau, Weihers, Salmünster en een deel van Bieberstein). Op 22 september werden de ambten Dernbach en Geisa (met Rockensuhl) door Pruisen overgedragen aan het groothertogdom Saksen-Weimar-Eisenach. Uiteindelijk werd er op 16 oktober een verdrag gesloten, waarin de overdracht van de rest van het vorstendom Fulda aan Hessen-Kassel werd geregeld. Op 5 februari 1816 vond de overdracht van het hoofddeel aan Hessen-Kassel plaats. Op 14 april 1816 kwam het zuiden van Fulda (met uitzondering van Salmünster) aan het koninkrijk Beieren.

## Bestuurlijke indeling
Het vorstendom bestond uit de volgende 22 ambten:
Bieberstein, Blankenau, Brückenau, Burghaun, Eiterfeld, Fischberg, Fulda (hoofdambt), Fulda (stads-schoutambt), Geisa, Geyra en Mansbach (rijksridderlijk gericht), Grossenlüder, Hammelburg, Haselstein, Herbstein, Hünfeld, Johannesberg, Motten, Neuhof, Salmünster, Sannerz, Uerzell en Weihers.